# 17e corps d'armée (France)
Pour les articles homonymes, voir 17e corps d'armée.
Le 17e Corps d'Armée est un corps de l'armée française.

En novembre 1870, il est mis sur pied par le vice-amiral Fourichon, délégué au ministère de la marine et à celui de la guerre par intérim.

## Les chefs du17ecorpsd'armée
- 1870 : Général Durrieu
- 1870 : Général de Sonis
- 1870 : Général Guépratte
- 1870 : Général de Colomb
- 28 septembre 1873 : général de Salignac-Fénelon
- 17 décembre 1878 : général Lecointe
- 13 mars 1880 : général Appert
- 12 juin 1882 : général Delebecque
- 13 mars 1883 - 3 janvier 1885 : général Lewal
- 15 février 1885 : général Japy (n'a pas pris son poste)
- 21 février 1885 : général Hanrion
- 15 février 1887 : général Bressonnet
- 26 août 1887 : général Bréart
- 28 mars 1889 - 25 août 1893 : général Warnet
- 26 août 1893 : général Fabre
- 25 août 1897 - 6 juillet 1900 : général de Sesmaisons
- 27 juillet 1900 - 6 novembre 1903 : général Tisseyre
- 10 novembre 1903 - 5 juin 1906 : général Fabre
- 24 juin 1906 : général Rouvray
- 24 juin 1909 : général Plagnol
- 1er novembre 1913 : général Poline
- 21 août 1914 : général Dumas
- 20 mai 1917 : général Henrys
- 11 décembre 1917 : général Graziani
- 29 mars 1918 : général Buat
- 10 juin 1918 : général Claudel
- 27 octobre 1918 - 17 juin 1919 : général Hellot
- 2 mars 1920 : général de Lobit
- 10 avril 1922 - 26 septembre 1926 : général Pont
- 2 septembre 1939 - 25 juin 1940 : général Noël

## Créations et garnisons
- 1870 : formé à Ouzouer-le-Marché, Beaugency, Marchenoir
- 1914 : mobilisé en 17e région militaire, état-major à Toulouse

## 1870-1871

### Composition en novembre 1870
1re division d'infanterie
- 1re Brigade :

41e régiment de marche d'infanterie
Mobiles de Lot-et-Garonne
- 2e Brigade :

11e bataillon de chasseurs de marche
43e régiment de marche d'infanterie
Mobiles du Cantal et de l'Yonne
- Artillerie :

Trois batteries de 4
- Génie :

une section
2e division d'infanterie
- 1re Brigade :

10e bataillon de chasseurs de marche
48e régiment de marche d'infanterie
Un bataillon du 64e régiment de marche d'infanterie
Un bataillon des Mobiles de l'Isère
- 2e Brigade :

51e régiment de marche d'infanterie
Mobiles du Gers
- Artillerie :

Trois batteries de 4
- Génie :

une section
3e division d'infanterie
- 1re Brigade :

1er bataillon de chasseurs de marche
45e régiment de marche d'infanterie
Mobiles du Lot
- 2e Brigade :

46e régiment de marche d'infanterie
Mobiles de l'Aude, Ain, Isère
- Artillerie :

Trois batteries de 4
- Génie :

une section
Division de cavalerie
- 1re Brigade :

6e régiment de cavalerie mixte
4e régiment de cavalerie mixte
- 2e Brigade :

4e régiment de marche de cuirassiers
7e régiment de marche de cuirassiers
5e régiment de cavalerie mixte
Artillerie de réserve
- Quatre batteries de 8, une batterie de 7, deux batteries de 4 à cheval, deux batteries de mitrailleuses à 8 pièces

Corps Francs
- Régiments des Volontaires de l'Ouest (zouaves pontificaux)

### Historique
- Armée de la Loire (1870)
  - Bataille de Loigny
  - Bataille d'Orléans
- Seconde armée de la Loire
  - Bataille du Mans (1871)

## Première Guerre mondiale

### Composition

#### À la mobilisation de 1914
Il est subordonné, au début de la Première Guerre mondiale à la IVe Armée.
33e division d'infanterie
- 65e brigade :

7e régiment d'infanterie
9e régiment d'infanterie
- 66e brigade :

11e régiment d'infanterie
20e régiment d'infanterie
- Cavalerie : 9e régiment de chasseurs à cheval (1 escadron)
- Artillerie : 18e régiment d'artillerie de campagne (3 groupes 75)
- Génie : 2e régiment du génie (compagnie 17/1)

34e division d'infanterie
- 67e brigade :

14e régiment d'infanterie
83e régiment d'infanterie
- 68e Brigade :

59e régiment d'infanterie
88e régiment d'infanterie
- Cavalerie : 9e régiment de chasseurs à cheval (1 escadron)
- Artillerie : 23e régiment d'artillerie de campagne (3 groupes 75)
- Génie : 2e régiment du génie (compagnie 17/2)

EOCA
- Régiments d'Infanterie (rattachés au 17e CA) :

207e régiment d'infanterie
209e régiment d'infanterie
- Cavalerie (rattachée au 17e CA) : 9e régiment de chasseurs à cheval (4 escadrons)
- Artillerie (rattachée au 17e CA) : 57e régiment d'artillerie de campagne (4 groupes)
- Génie (rattaché au 17e CA) : 2e régiment du génie (compagnies 17/3,17/4,17/16,17/21)
- Autres (rattaché au 17e CA) :

17e escadron du train des équipages militaires
17e section de secrétaires d'état-major et du recrutement
17e section d'infirmiers militaires
17e section de commis et ouvriers militaires d'administration

### Historique

#### 1914
- 5 - 11 août : transport par V.F. dans la région de Suippes.
- 11 - 23 août : mouvement par Grandpré et Mouzon jusque dans la région Saint-Médard, Sart. Engagé le 22 août dans la bataille des Ardennes, combat vers Jehonville, la forêt de Luchy et Bertrix.
- 23 août - 6 septembre : repli vers la Meuse, dans la région Mouzon, Villers-devant-Mouzon. À partir du 26 août, arrêt sur la rive gauche de la Meuse dans la région Mouzon, Remilly-sur-Meuse. Combat vers Remilly-sur-Meuse, Thelonne, Autrecourt-et-Pourron (Bataille de la Meuse).

29 août : repli sur l'Aisne, vers Voncq et Semuy.
30 - 31 août : arrêt en arrière de l'Aisne, dans la région Voncq, Attigny. Puis continuation du repli par Saint-Souplet, Saint-Étienne-au-Temple, Chepy jusque dans la région Dampierre, Ramerupt, Lhuître.
- 6 - 13 septembre : engagé dans la bataille de la Marne, du 6 au 11 septembre bataille de Vitry. Combats vers la ferme des Grandes Perthes, la ferme la Certine et la ferme la Perrière. À partir du 11 septembre, poursuite vers Cheppes et Moivre, jusque vers le front Massiges, ferme de Beauséjour, Perthes-lès-Hurlus.
- 13 septembre - 20 décembre : violents combats dans cette région, puis stabilisation et occupation d'un secteur vers la ferme de Beauséjour et Perthes-lès-Hurlus, étendu à gauche, le 1er octobre jusqu'au bois Sabot.

26 septembre : attaque allemande et contre-attaque française vers le moulin de Perthes et Le Mesnil-lès-Hurlus.
8 décembre : attaque française vers la cote 200, sur le bonnet de Prêtre.
- 20 décembre 1914 - 3 avril 1915 : engagé dans la première bataille de Champagne. Attaques françaises répétées vers Perthes-lès-Hurlus.

8 janvier 1915 : prise de Perthes-lès-Hurlus.
13 janvier, puis du 16 février au 18 mars : nouvelles attaques françaises dans cette région.
20 janvier : réduction du front à droite jusqu'aux abords ouest du Mesnil-lès-Hurlus. À partir du 18 mars, occupation et organisation des positions conquises.

#### 1915
- 3 avril - 1er mai : retrait du front et mouvement, par la région de Triaucourt, vers la région Recourt, Souilly ; repos. À partir du 10 avril, mouvement par étapes vers la région nord-est de Bar-le-Duc ; repos. À partir du 22 avril, transport par V.F. de la région Revigny-sur-Ornain, Longeville-en-Barrois dans celle de Moreuil ; repos. À partir du 28 avril, transport par V.F. dans la région de Saint-Pol et mouvement vers Agnez-lès-Duisans.
- 1er mai 1915 - 4 mars 1916 : Occupation d’un secteur vers Écurie, Roclincourt. Engagé dans la Deuxième bataille de l'Artois.

9 - 16 mai : attaques françaises vers Roclincourt et Thélus. le 22 mai, occupation d'un nouveau secteur vers le sud de Roclincourt, Blangy, Agny, Berles-au-Bois.
25 mai : réduction du secteur à droite jusque vers Agny.
16 juin : attaques françaises au nord de Saint-Laurent-Blangy.
17 juin : limite droite reportée vers Berles-au-Bois.
5 juillet : extension à gauche, jusqu'au nord de Roclincourt.
27 août : nouvelle réduction à droite jusque vers Agny.
25 septembre : engagé dans la troisième bataille de l'Artois, attaques françaises vers Beaurains et au nord de Saint-Laurent-Blangy.
30 septembre : réduction du secteur à gauche, jusque vers la Scarpe et extension à droite jusque vers Berles-au-Bois.
23 octobre : extension à gauche jusqu'au nord de Roclincourt.
10 novembre : réduction à droite jusque vers Château-Crinchon.

#### 1916
- 4 mars - 22 avril : retrait du front (relève par l'armée britannique) et à partir du 6 mars transport par V.F. dans la région de Charmes ; puis à partir du 8 mars, occupation d'un secteur vers Bezange-la-Grande, Brin-sur-Seille.

10 avril : extension du front, à droite jusqu'au Sânon.
- 22 avril - 7 juillet : retrait du front. Transport par V.F. dans la région de Châlons-sur-Marne, puis transport par camions vers le front. À partir du 5 mai, occupation d'un secteur vers Maisons de Champagne, la butte du Mesnil et la cote 196.
- 7 juillet 1916 - 17 avril 1917 : occupation d'un nouveau secteur entre la ferme des Marquises et Auberive-sur-Suippe.

4 septembre : front étendu à droite jusque vers l'Épine de Vedegrange.
31 janvier 1917 : forte attaque allemande par gaz.
22 mars : limite droite ramenée à Auberive-sur-Suippe.
4 avril : front réduit à gauche jusque vers Prosnes.
16 avril : front étendu à droite jusqu'au chemin Souain, Sainte-Marie-à-Py.

#### 1917
- 17 avril - 24 juin : engagé dans la bataille des Monts. Prise d'Auberive-sur-Suippe et progression en direction des Monts. Puis organisation et défenses des positions conquises.

25 avril : réduction du secteur à droite jusqu'à Auberive-sur-Suippe exclu.
30 avril : progression française vers le mont Haut.
20 - 30 mai : violentes attaques de part et d'autre.
- 24 juin - 18 novembre : occupation d'un nouveau secteur, vers le bois Loclont, Saint-Mihiel, l'étang de Vargévaux.
- 18 novembre 1917 - 6 octobre 1918 : occupation d'un nouveau secteur vers Damloup, la ferme Mormont.

29 janvier 1918 : front réduit à gauche jusque vers le bois le Chaume et étendu à droite vers Haudiomont.
21 mars : attaque allemande très violente sur le fond des Rousses.
26 mars : front étendu à gauche vers la cote 344 et le 27 mars réduit à droite vers Damloup.
29 mars : nouvelle extension à gauche au-delà de Forges.
28 mai : violente action locale allemande sur la rive droite de la Meuse.
3 juillet : front étendu à droite jusqu'à Trésauvaux.
21 août : front étendu, à gauche, jusqu'à Avocourt inclus.
22 août : front réduit à droite jusque vers Damloup.
8 septembre : front étendu à droite jusqu'à Watronville.
14 septembre : limite gauche du secteur ramenée à la Meuse.
18 septembre : front étendu à droite jusqu'à Mesnil-sous-les-Côtes.

#### 1918
- 6 - 10 octobre : engagé dans la bataille de Montfaucon, offensive franco-américaine sur le front Damloup, Meuse, en direction de Damvillers. Combats vers Haumont-près-Samogneux et Samogneux.
- 10 octobre - 6 novembre : organisation des positions conquises. Combats offensifs et progression au nord de Consenvoye.

16 octobre : réduction du front à droite jusqu'au bois de la Wavrille.
1er novembre : extension à droite jusqu'à Mesnil-sous-les-Côtes.
- 6 - 11 novembre : occupation d'un nouveau secteur vers Thillot-sous-les-Côtes et le bois de Chaufour.

### Rattachement
- 2e armée

22 - 28 avril 1915
24 juin 1917 - 22 septembre 1918
- 4e armée

2 août 1914 - 22 avril 1915
22 avril 1916 - 24 juin 1917
- 10e armée (France)

28 avril 1915 - 6 mars 1916
- Détachement d'armée de Lorraine

6 mars - 22 avril 1916
- US Army

22 septembre - 11 novembre 1918

## Seconde Guerre mondiale

### Composition

#### À la mobilisation de 1939
Éléments organiques de corps d'armée (EOCA) à la mobilisation
- infanterie : 617e régiment de pionniers
- cavalerie : 13e groupe de reconnaissance de corps d'armée
- artillerie : 117e régiment d'artillerie lourde hippomobile à 4 groupes

Ier et IIe/117 équipés de canons de 105 mm modèle 1913 Schneider
IIIe et IVe groupes équipés de canons de 155 C modèle 1917 Schneider
- 17e parc d'artillerie

117e section munition automobile
147e section munition automobile
- génie :

arme :
117e bataillon de sapeurs mineurs
117/1 section de sapeurs mineurs
117/2 section de sapeurs mineurs (le 16 novembre 1939, le bataillon est dissous, les compagnies deviennent autonomes)
service :
117/14 compagnie équipage de ponts
117/21 compagnie parc du génie
- transmission :

117/81 compagnie téléphonique
117/82 compagnie radio
117/83 détachement colombophile
- train :

267/17 compagnie hippomobile
367/17 compagnie automobile
- intendance :

117/17 groupe d'exploitation
217/17 compagnie ravitaillement viande
- santé :

17e ambulance médicale hippomobile
217e chirurgicale légère
17e groupe sanitaire ravitaillement hippomobile
17e section hygiène, lavage, désinfection
- force aérienne :

517e groupe aérien d'observation
17/153 parc aérostation
183e bataillon d'aérostation
261e compagnie d'aérostation
281e compagnie d'aérostation

#### État-major en 1939
- chef de corps : Général Noël
- chef d'état-major : Colonel Larcher
- commandant du Groupe de Reconnaissance du Corps d'armée (G.R.C.A.) : Lieutenant-Colonel Langeron
- commandant d'artillerie : général de Brigade Sainctavit
- commandant A.L.C.A. : Colonel Blazy
- commandant du Génie : Colonel Rousset
- commandant des Forces Aériennes : Colonel Chapelet
- commandant du 117e Régiment d'Artillerie Lourde (R.A.L.) : Lieutenant-Colonel Mercier
- commandant 617e R.P. : Lieutenant-colonel Jaubart

### Affectations
- 9 septembre 1939 : PC à Toulouse
- 20 septembre 1939 : PC à Lunéville
- 24 septembre 1939 : 4e armée, PC à Thicourt.
- 4 octobre 1939 : 5e armée, PC à Molsheim.
- 16 mai 1939 : 6e armée, PC le 18 mai à Saint-Pierre Aigle

### Historique

#### 1939
- 9 - 17 septembre : prise de commandement du XVIIe corps d'armée par le Général Noël (qui commandait le 17e régiment de marche). Mobilisation des Éléments Organiques du Corps d'Armée (EOCA) au sein de la 17e région militaire.
- 23 septembre : mouvement par voie ferrée des EOCA vers Lunéville.
- 24 septembre : entrée en ligne du XVIIe C.A. à l'aile gauche de la 4e armée, en liaison à gauche avec le VIe C.A. de la 3e armée et à droite avec le IXe C.A.. La zone d'action du C.A. est organisée en deux secteurs, le secteur ouest dirigé par le général Beaudoin et le secteur est (correspondant à la partie ouest du système défensif de la Sarre) dirigé par le général Bridoux commandant de la 41e division d'infanterie. Le corps d'armée a une zone d'action entre Zimming, Marange, Hémilly, Arriance à l'ouest et Holbach, moulin de Bischwald, Baronville à l'est et dispose de trois ligne de défense, une ligne avancée : la ligne des ouvrages, une ligne d'arrêt sur Bambiderstroff, Lelling et une ligne arrière formée de la lisère nord-est de la forêt de Remilly, du Bois de Guessling et de Hemmering. Sa mission consiste à bloquer le couloir Völklingen pour bloquer le passage vers Saint-Avold, Delme et Nancy.

- 25 - 27 septembre : mouvement du C.A. vers région de Brulange.
- 28 septembre : mouvement de la 41e DI de la région de Rosières-aux-Salines à la région est de Faulquemont.
- 29 septembre : prolongation de la limite ouest du corps d'armée vers le Bois des Tailles et le moulin des haies au sud d'Arraincourt.
- 1er - 4 octobre : repli de la 6e division d'infanterie coloniale (DIC) ; regroupement au sud de la Rotte sous la protection du 13e Groupe de Reconnaissance du Corps d'Armée (GRCA).
- 4 octobre : rattachement à la 5e armée, sur le front du Rhin entre La Wantzenau et Rhinau, le corps d'armée est encadré à gauche par le XIIe C.A. et à droite par le Secteur Fortifié de Colmar sous la responsabilité de la 7e armée.
- 6 - 15 octobre : mouvement des unités du corps d'armée sur leurs nouvelles positions. Le secteur nord, le secteur de Strasbourg est dirigé par le général Pichon (commandant du secteur fortifié du Bas-Rhin). Le secteur sud, secteur d'Erstein, commandé par le général de Bazelaire chef de corps de la 4e division d'infanterie coloniale

Zone de stationnement : au nord, Fort Ney et Neugartheim ; au  sud, Diebolsheim, Bindernheim, Saint-Pierre-Bois. Les arrières du corps d'armée sont formés de Wintzenheim, Marlenheim et de la voie ferrée Sélestat.
Le corps d'armée a pour mission de défendre le secteur fortifié de Strasbourg (Secteur fortifié du Bas-Rhin (SFBR) et de Lahr, Molsheim par la 4e division d'infanterie coloniale pour empêcher le débordement de Strasbourg par le sud, en liaison étroite avec la 7e armée.

#### 1940
- 7 janvier : le général Pichon est remplacé au commandement du secteur fortifié de Strasbourg par le général de division Renondeau.
- 23 février - 5 mars 1940 : réorganisation du front nord-est, dissolution du SFBR. remplacé par la 103e division d'infanterie de forteresse (DIF) à la date du 5 mars 1940.
- 10 mai : prise du  dispositif d'alerte.
- 15 mai : à 18 heures passation du commandement de l'ancienne zone du Corps d'Armée (C.A.) au général commandant la 103e DI.
- 16 mai - 19 mai : mouvement par V.V.[Quoi ?] et par voie ferrée vers la région de Château-Thierry avec pour zone de concentration : Vivières, Puiseux-en-Retz, Laversine, Cutry, Dommiers.
- 19 mai 1940 : Zone d'actions du XVIIe C.A., à l'ouest en liaison avec la 7e armée au bac d'Arblincourt et à Blérancourt et Attichy. À l'est, limite vers Pontavert, Montigny-sur-Vesle, Jonchery-sur-Vesle, en liaison avec le XXIIIe C.A. vers Concevreux. Le rôle du XVIIe C.A. est de tenir le canal de l'Ailette et de l'Aisne pour bloquer la direction Vervins-Laon-Soissons. Trois divisions sont engagées, la 87e division d'infanterie d'Afrique (87e DIA) entre la limite du C.A. et le pont de Courson, Leuilly et Chavigny. La 28e division d'infanterie alpine (28e DI) de Chavigny jusqu'à Braye-en-Laonnois, Chavonne, Presles-et-Boves et Braine et la 44e division d'infanterie. Le 13e groupe de reconnaissance du corps d'armée tient les ponts de l'Aisne entre Attichy et Soissons.

- 20 mai : repli au sud de l'Ailette des 3e division légère de cavalerie et 4e division cuirassée en contact avec les troupes allemandes.
- 21 mai : tentatives d'infiltration allemandes dans la région de Brayes-en-Lannois repoussées par la 28e DI. Destruction d'une partie des ponts de l'Ailette et destruction sur l'Aisne, par erreur, des ponts d'Attichy, Fontenoy, et Pommiers.
- 23 mai : En raison de l'introduction du VIIe C.A. sur la ligne de front à droite les limites sont modifiées : Brayes-en-Laonnois, Chavonne, Presles-et-Boves, Braine.
- 24 mai : activité de patrouilles, destruction du pont de Bethancourt par la 87e division d'infanterie d'Afrique.
- 25 mai : reconnaissance de la 8e division d'infanterie sur l'Aisne.
- 26 mai : relève du 13e groupe de reconnaissance du corps d'armée, occupation défensive de l'Aisne de Attichy à Villeneuve-Saint-Germain par la 8e division d'infanterie ; défense des passages de l'Aisne à l'est de Soissons, de Venizel à Vailly-sur-Aisne par le groupement de G.R. aux ordres de la 28e division d'infanterie alpine.
- 28 mai : dans la nuit du 28 au 29 mai, arrivée et stationnement de la 7e division d'infanterie dans la région sud de Soissons.
- 29 mai : dans la nuit mouvement de la 7e division d'infanterie dans la région nord de Soissons.
- 30 mai : dans la nuit du 30 au 31 mai début de l'entrée en ligne de la 7e DI sur l'Ailette par introduction entre la 87e DIA et la 28e DI, relève d'éléments de ces divisions.
- 31 mai : dans la nuit poursuite de l'entrée en ligne de la 7e DI. Les positions entre Coucy-le-Château-Auffrique et Nouvron-Vingré sont occupées par la 87e DIA. La 7e DI occupe Pont-Saint-Mard, Bagneux, Tartiers et Le Port. La limite entre la 7e DI et la 28e DI est une écluse à 1 km au sud de Chaillevoie, Nanteuil-la-Fosse étant occupée par la 7e division et Vregny puis la Ferme Vaurains par la 28e DIA. Prise de commandement des nouveaux secteurs le 1er juin à minuit.
- 1er juin : extension vers l'est du front du corps d'armée. Dans la nuit des éléments de la 28e DIA sont relevés par des unités de la 44e division d'infanterie.
- 2 juin : à 8 heures, nouvelle limite droite du corps d'armée (limite entre la 28e et la 44e DI) : Vendresse-Beaulne à la confluence des canaux au sud-est de Bourg-et-Comin, Paars, Mont-Notre-Dame.
- 3 juin : modification du front de la 8e DI sur deux positions. Organisation défensive sur l'Aisne et sur la Vesle de Le Port à Bazoches. La position de l'Aisne est tenue entre Condé-sur-Aisne et Chavonne par le groupe de reconnaissance de la 28e DI.
- 5 - 6 juin : à minuit trente attaque allemande sur tout le front du corps d'armée. Devant le front de la 7e DI, infiltrations profondes vers Crécy-au-Mont, Leuilly-sous-Coucy, Vauxaillon et dans la forêt de Pinon. Montecouvé est atteint vers 17 heures. Les troupes françaises contre-attaquent vers Bagneux, Juvigny et Pinon. À droite, devant la 28e DI infiltrations profondes allemandes en direction du Fort de la Malmaison et à l'ouest de Braye-en-Laonnois. Les troupes allemandes sont partiellement rejetées par des contre-attaques locales. En fin d'après-midi la limite est du C.A. est modifiée : Braye-en-Laonnois, Pont-Arcy, Paars, en liaison avec la 44e DI du VIIe corps d'armée.
- 6 juin : reprise de l'attaque allemande, à gauche de la 7e DI, contre-attaque du 7e B.C.A. sur Pinon repoussée avec de fortes pertes ; repli du 7e B.C.A. sur Venizel. Avance allemande sur Bagneux, Juvigny, et Moulin de Laffaux. À la droite de la 28e DI avance allemande sur Jouy et Soupir. Au soir, sur ordre, repli des DI au sud de l'Aisne. Regroupement des 7e DI vers Saconin, Berzy-le-Sec, Septmonts et en arrière la 8e DI ; repli et installation de nuit de la 28e DI entre Missy-sur-Aisne et Pont-Arcy.
- 7 juin : passage de l'Aisne, destruction des ponts entre 2 et 4 heures par la 7e DI et repli sur la région de Vierzy. Au matin, reprise de l'attaque allemande, franchissement de l'Aisne par éléments légers allemands à Fontenoy, Pommiers, Missy-sur-Aisne, Presles-et-Boves. Sur la gauche du front tenu par le corps d'armée, la 8e DI perd Pommiers à 6 heures mais réussie à contenir la progression allemande. Sur la droite sur le front de la 28e DI l'avance allemande est profonde et progresse vers Serches atteint à 14 heures, puis vers Mont-de-Soissons et Couvrelles atteints en soirée. La brèche est colmatée, une nouvelle ligne de défense est établie passant par Chassemy, côte 166, Saint-Mard. La 27e DI entre en ligne dans la région sud de Soissons vers Ploisy, Courmelles et Septmonts avec pour mission de contre-attaquer en direction du nord-est.
- 8 juin : reprise de l'attaque allemande et progression de part et d'autre de Soissons. À gauche 8e DI, Saconin-et-Breuil est atteint à 9 heures. À droite sur le front de la 28e DI, violents combats dans la vallée de la Vesle, à Chassemy et Vailly. Au centre conte-attaque de la 27e DI et violents combats sur la côte 166 et à Croix-d'Acy stoppés en fin de matinée. En fin d'après-midi repli général sur une ligne : Laversine, Cutry, Vauxcastille pour la 8e DI et Parcy-et-Tigny, Hartennes-et-Taux, Launoy pour la 27e DI ; poursuite de la retraite durant la nuit sur Villers-Cotterêts pour la 8e DI et l'Ourcq pour la 27e DI. Sur la droite de la ligne de front, la 28e DI est coupée en deux, une partie de la division se replie sur Brenelle, Augy, Braine, Saint-Mard en arrière des 45e et 44e DI ou passe sous les ordres du VIIe Corps d'Armée. Une autre partie de la 28e DI est rattachée à la 27e DI. Poursuite du repli de la 7e DI en direction de Neuilly-Saint-Front après destruction du tunnel de Vierzy.
- 9 juin : rétablissement sur la ligne Haramont, Villers-Cotterêts, Oigny-en-Valois pour la 8e DI, sur l'Ourcq de Troësnes à Rozet-Saint-Albin pour la 7e DI et de Rozet-Saint-Albin à Bruyères-sur-Fère pour la 27e DI. Aucune liaison à droite avec la 45e DI du VIIe corps d'armée. Contact sur l'Ourcq puis attaque allemande à droite et repli de la 27e DI sur une ligne Latilly, Rocourt, Coincy. Occupation par la 41e DI du Clignon de l'Ourcq à Bouresches et par la 238e division légère d'infanterie (DLI) de la ligne Bouresches, Château-Thierry, Mont-Saint-Père.
- 10 juin : dans la matinée, repli de la 8e DI au sud de la Grivette et des 7e DI et 27e DI au sud du Clignon, repli poursuivi dans la journée au Sud de la Marne. Regroupement de la 8e DI dans la région Pierre-Levée, Signy-Signets et de la 27e DI dans la région Chessy, Nogentel. Occupation de la Marne de Pavant à Acy par la 7e DI contact sur le Clignon et la Marne dans l'après-midi. Perte de Torcy-en-Valois et de Bussiares par la 41e DI et de Château-Thierry par la 238e DLI le soir.
- 11 juin : progression allemande en direction de Montreuil-aux-Lions et au sud-est de Château-Thierry en direction de Courboin. Repli de la 41e DI sur la ligne Vendrest, Dhuisy, puis au soir au sud de la Marne. Tentatives de rétablissement du front par la 238e DLI sur la ligne Nogentel, Étampes-sur-Marne, bois de Nesles, ferme le Bochage. Regroupement de la 8e DI dans la région de Pierre-Levée. Repli précipité de la 27e DI stoppé sur ligne Villemoyenne, Artonges, Margny.
- 12 juin : occupation de la rive sud de la Marne de La Ferté-sous-Jouarre à Nogent-l'Artaud par la 41e DI renforcée d'éléments combattants de la 8e DI. Dans la journée, sous la pression allemande, repli de la 238e DLI sur la route nationale 33 de Viels-Maisons à la Haute Épine. Repli et regroupement des autres divisions d'Infanterie et de la 7e DI au Nord de la Seine au sud-est de Provins. Les éléments non combattants de la 8e DI dans la zone est de Coulommiers puis dans la soirée région est de Nangis. La 27e DI est stationnée sur l'axe Condé, Montmirail. Organisation de P.A. à Corrobert, Montmirail, Artonges puis, au soir, repli sur la forêt de Traconne.
- 13 juin : dans la matinée, repli de la 41e DI, menacée sur son flanc est, sur la route nationale 33 de La Ferté-sous-Jouarre à la côte 205 (à 2 km au nord de Hondivilliers) ou de la liaison avec la 238e DLI et la 27e DI regroupées en foret de Traconne. Dans l'après-midi, repli général des divisions d'infanterie, la 41e DI vers le Grand Morin, la  238e DLI sur Provins, la 8e DI vers zone Nord-est de Nangis, la 7e DI au sud de la Seine puis vers l'Yonne. Repli de la 27e DI sur la Seine, elle tient dans l'après-midi un front entre Nogent-sur-Seine et Romilly-sur-Seine ; repli repris, à la nuit, vers l'Yonne.
- 14 juin : poursuite du repli général des 41e DI, 238e DLI et 8e DI repli vers la Seine de Bray-sur-Seine, puis vers l'Yonne. Regroupement de la 27e DI à Pont-sur-Yonne et organisation de la défense de la ville. Repli sur Pont-sur-Yonne du détachement Gauthier (éléments combattants de la 7e DI).
- 15 juin : occupation de la rive Sud de l'Yonne du gué de Barbey à Pont-sur-Yonne par la 41e DI et des éléments combattants de la 238e DLI, de Pont-sur-Yonne à Sens par le groupement Gauthier. Dans l'après-midi (13 heures), repli du groupement Gauthier vers Foucherolles et de la 8e DI, vers 16h00 au Sud de l'Yonne. Surprise et capture au bois des Haies à 5 km à l'ouest de Savigny-sur-Clairis d'une grande partie du groupement Gauthier. Regroupement de la 8e DI dans les régions de Diant, Blennes et Villethierry. À la nuit, repli général en direction de Montargis.
- 16 juin : poursuite du repli général vers le Sud. Après regroupement, au matin, vers Chéroy et Bazoches-sur-le-Betz, repli de la 41e DI et éléments rattachés sur le Loing franchi entre Souppes-sur-Loing et Dordives et regroupement dans la nuit dans la région de Préfontaines. Repli de la 8e DI vers Montargis et Gien, repli du Groupement Gauthier (éléments rescapée) sur Briare et passage de la Loire à Chatillon-sur-Loire.
- 17 juin : poursuite du repli général. Capture, le matin, de l'infanterie de la 41e DI et des éléments de la 238e DLI rattachés, à Gondreville ; de l'artillerie légère, le soir, au nord des Bordes. Regroupement des débris de la 238e DLI à Dampierre-en-Crot et repli sur Sainte-Lizaigne. Passage de la Loire à Gien de la 8e DI et installation, de nuit, d'une partie de la division entre Briare et Bonny-sur-Loire ; l'autre partie formée de la 16e demi-brigade de chasseurs, du 23e R.M.V.E (régiment de marche des volontaires étrangers) et du 42e G.R.DI(groupe de Reconnaissance des Divisions d'infanterie) est dirigée sur Villegenon en vue de regroupement.
- 18 juin : occupation des passages du Cher entre Preuilly et Saint-Florent-sur-Cher par la 238e DLI. Poursuite du repli de la 8e DI vers La Chapelle-d'Angillon et Mehun-sur-Yèvre. La 4e D.L.M. (Division légère mécanique) est placée en réserve du corps d'armée vers Foëcy, Preuilly et Lury-sur-Arnon.
- 19 juin : dans la matinée, occupation défensive du Cher, de Vierzon à Preuilly par la 8e DI soutenue par la 4e D.L.M. et de Preuilly à Saint-Florent-sur-Cher par la 238e DLI. Retrait de la 1re D.C.R.(Division Cuirassée) de Bourges, déclarée ville ouverte et report de la défense sur l'Avron de la 3e demi-brigade sous la pression allemande et regroupement partiel à Le Souchet. À la nuit, repli, sur ordre, de toutes les unités vers l'Indre et la Creuse.
- 20 juin : occupation de la Creuse de Saint-Gaultier à Éguzon par le Groupement Welvert dans la région d'Argenton-sur-Creuse et par une partie de la 8e DI entre Le Menoux et Cuzion et par la 238e DLI vers Éguzon. La couverture de l'installation est assurée par une partie de la 8e DI en bouchons sur l'Indre à Étrechet, Clavière et Ardentes et par la 4e D.L.M. à Chasseneuil, Lothiers, Velles et Bouesse ; Aucun contact avec les troupes allemandes.
- 21 juin : journée calme, pas de contact, organisation des positions occupées, réorganisation des unités. Dans la journée, repli des éléments en place sur l'Indre. Dans la nuit, sur ordre, repli de toutes les unités vers la Gartempe sous couverture du groupement Welvert.
- 22 juin : installation sur la Gartempe entre Rançon et Saint-Étienne-de-Fursac de la 8e DI et de la 238e DLI. Le Groupement Welvert est regroupé sur région d'Arnac-la-Poste, Ruffec, La Souterraine ; la 1re D.C.R. (formée de chars B1, H39 et R35) sur Saint-Agnan, La Souterraine, Saint-Étienne-de-Fursac avec la 4e D.L.M. ; constitution de bouchons sur les axes.
- 23 juin : pas de contact avec les troupes allemandes. Réorganisation des unités ; reconnaissances poussées vers l'Indre sans résultat.
- 24 juin : préparatif pour un repli en direction de la Dordogne ; mouvement suspendu par ordre, à 23 heures 45 minutes.
- 25 juin : cessation des hostilités à 00 heure 35 minutes ; regroupement des unités.

#### Après l'armistice du 22 juin 1940
- XVIIe corps d'armée : dissous le 1er juillet 1940, les EOCA (Éléments Organique du Corps d'Armée) sont rattachés à la XIIe région militaire de Limoges.
- L'EMALCA est dissout le 8 juillet 1940.
- Le 13e GRCA (groupe de reconnaissance du corps d'armée) est dissout le 3 août 1940. Ses éléments sont rattachés au 21e GRDI (groupe de reconnaissance de division d'infanterie) à Saint-Méard.
- Le 117e régiment d'artillerie lourde est dissous le 6 août 1940.